# Lincoln Near-Earth Asteroid Research
LINEAR (Lincoln Near-Earth Asteroid Research) és un programa de localització i seguiment d'asteroides, únic en tot el planeta, que tracta de localitzar i predir el risc de col·lisió d'asteroides amb la Terra. És un programa conjunt entre la NASA i l'Exèrcit dels Estats Units i el MIT. L'observatori principal es troba a Nou Mèxic, al desert, allunyat de tot nucli urbà, cosa que li permet vigilar l'espai sense molestes llums procedents de les ciutats (Contaminació lumínica).
Entre la plantilla es troben astrònoms, geòlegs, militars, matemàtics i enginyers. Actualment, el govern dels Estats Units destina 4 milions de dòlars a la investigació d'asteroides potencialment perillosos per a la Terra. Es calcula que s'han detectat prop del 60% dels asteroides propers a la Terra, i que cap és perillós pel planeta. No obstant això, no se sap res sobre el 40% d'asteroides restants que es calculen que no han estat detectats encara.